# Joachim-Ringelnatz-Museum

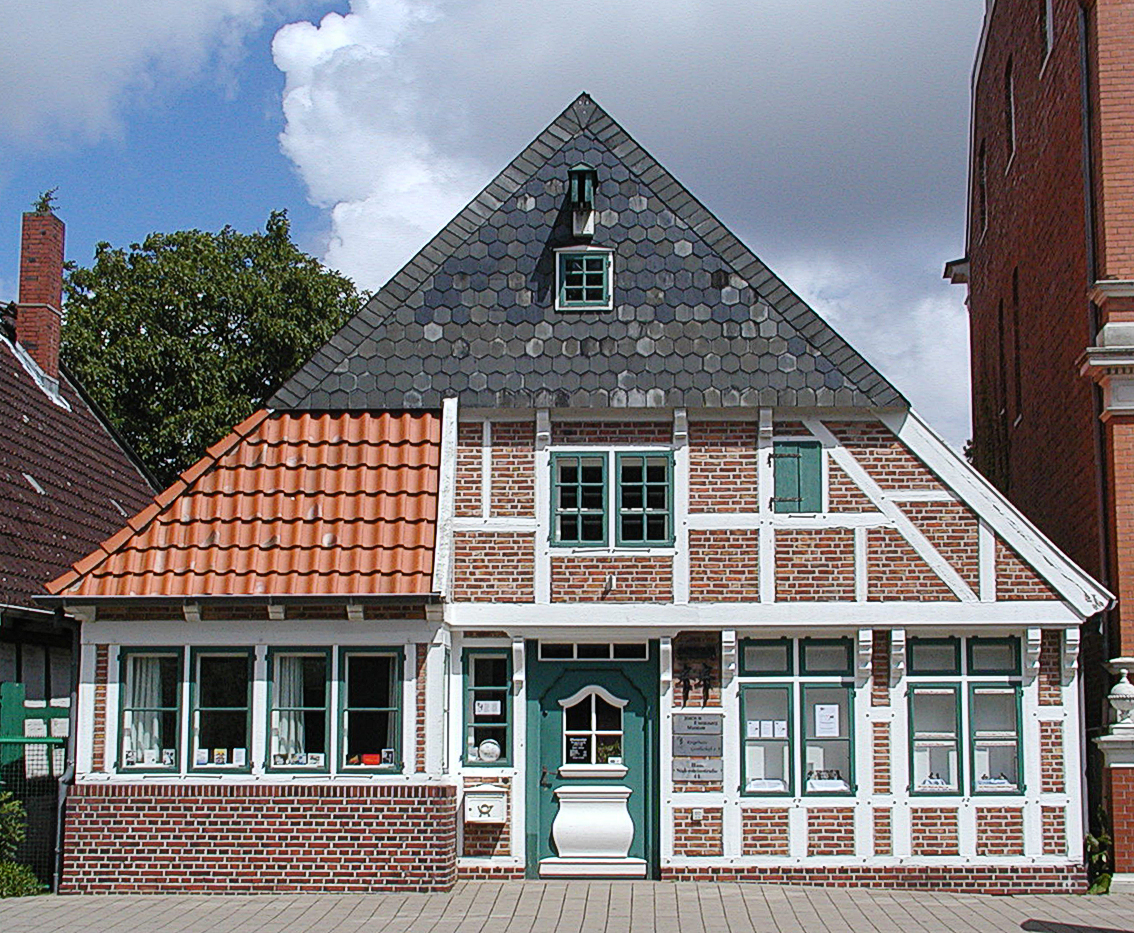
Joachim-Ringelnatz-Museum, Cuxhaven

Das Joachim-Ringelnatz-Museum in Cuxhaven wurde im November 2002 begründet.
Getragen wird es von der im Sommer 2001 gegründeten bundesweiten Joachim-Ringelnatz-Stiftung, die sich um die Pflege des Nachlasses und das Gedenken an den Schriftsteller und Maler Joachim Ringelnatz kümmert. Das Museum befindet sich in einem historischen Fachwerkgebäude in der Südersteinstraße, direkt gegenüber von Schloss Ritzebüttel. In einer Dauerausstellung zeigt es neben Handschriften, Büchern und Fotografien Zeichnungen, Aquarelle und Ölgemälde des Dichters und Malers, dessen literarische Werke bei der Bücherverbrennung 1933 in Deutschland vernichtet wurden und dessen Bilder im Rahmen der Aktion Entartete Kunst 1937 von den Nationalsozialisten aus Museen und Sammlungen entfernt worden sind. Ein Schwerpunkt der musealen Präsentation, die durch einen Audioguide für Kinder und Jugendliche unterstützt wird, ist auch die deutsche Geschichte des frühen 20. Jahrhunderts und der Weg in den Nationalsozialismus. Regelmäßige Sonderausstellungen und Vortragsveranstaltungen widmen sich angrenzenden Themen.
2019 ließ Norbert Gescher, der Sohn von Leonharda Gescher, seine private Sammlung und das Archivmaterial zu dem Dichter und Maler Joachim Ringelnatz dem Joachim-Ringelnatz-Museum Cuxhaven als Schenkung übergeben. Zum 20-jährigen Bestehen des Museums wird von 2022 bis 2023 eine Sonderausstellung ausgerichtet.
Das Museum finanziert sich ausschließlich aus eigenen Einnahmen; unterstützt wird es außerdem durch die ebenfalls in Cuxhaven ansässige Ringelnatz-Gesellschaft e. V.